# Einar Ljunggren

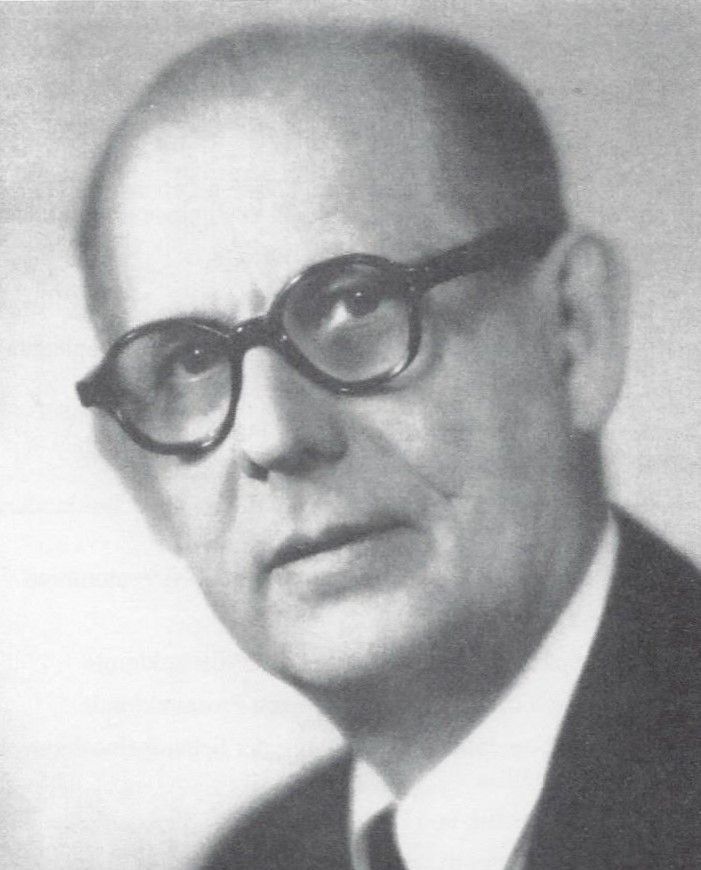
Einar Ljunggren

Einar Jordan Carlsson Ljunggren (* 16. Juni 1896 in Trelleborg; † 10. August 1986 in Göteborg) war ein schwedischer Chirurg. Als Nestor der Urologie in Schweden vertrat er sein Land jahrzehntelang in den europäischen Fachgesellschaften.

## Leben
Ljunggrens Vater Carl August Ljunggren war Krankenhausarzt in Trelleborg und litt an einer Nierentuberkulose. Einar Ljunggren studierte an der Universität Stockholm Medizin. Die chirurgische Ausbildung durchlief er ab 1922 in Stockholm am Ersta-Krankenhaus (1923–1927) und bei seinem Onkel Einar Key am Maria-Krankenhaus (1928–1933). Zum Dank für die jahrzehntelange Ausbildung in Deutschland luden die schwedischen Mediziner die Vereinigung Nordwestdeutscher Chirurgen 1927 zu ihrer Sommertagung nach Lund ein. Ljunggren hielt damals seinen ersten Vortrag in einer Fremdsprache. Mit einer urologischen Doktorarbeit wurde er 1930 promoviert. Von 1932 bis 1937 war er Dozent für Chirurgie am Karolinska-Institut. Oberarzt war er an den Krankenhäusern in Sundsvall (1933–1936) und Sollefteå (1936–1945). Seit 1945 am Sahlgrenska-Krankenhaus in Göteborg, war er 1950 für die Vereinigung Nordwestdeutscher Chirurgen in Göteborg Gastgeber und Vorsitzender der 83. Tagung. Von 1952 bis 1962 war er auch Professor für Chirurgie an der Universität Göteborg. Erst nach seiner Emeritierung entstanden in Schweden die ersten Lehrstühle für Urologie: Gustav Giertz am Karolinska-Universitätskrankenhaus (1968), Gösta Jönsson an der Universität Lund (1969) und Lennart Andersson an der Universität Umeå (1970). Ljunggren starb im selben Jahr wie Carl Erich Alken, der Nestor der Urologie in Deutschland.
Wie kein anderer verband Ljunggren die skandinavischen mit den deutschen Urologen. Über 50 Jahre versäumte er keinen Kongress der Deutschen Gesellschaft für Urologie. Er war Mitglied der internationalen Chirurgen- und Urologenvereinigungen, der Deutschen und Schwedischen Gesellschaft für Chirurgie und der Belgischen, Britischen, Deutschen, Französischen, Italienischen und Österreichischen Gesellschaft für Urologie. 1958 wurde er in die Königliche Wissenschafts- und Literaturgesellschaft in Göteborg aufgenommen. Am 16. August 1964 trat er in den Ruhestand. 1968 erschienen seine Erinnerungen. Als 81-Jähriger kam Ljunggren im Juni 1977 zur 119. Tagung der Vereinigung Nordwestdeutscher Chirurgen, einer der ersten in der neuen Medizinischen Akademie zu Lübeck.

## Ehrungen
- Ehrenmitglied der Deutschen Gesellschaft für Urologie[6]
- Ehrenmitglied der Polnischen Gesellschaft für Urologie (1962)